# Amerigo Vespucci (skepp)
Amerigo Vespucci är ett italienskt skolfartyg som tillhör den italienska marinen. Skeppet är döpt efter upptäckaren och sjöfararen Amerigo Vespucci. Den sjösattes den 22 februari 1931, och används fortfarande som skolfartyg och har sin hemmahamn i Livorno i Italien.